# Közös fejverőér

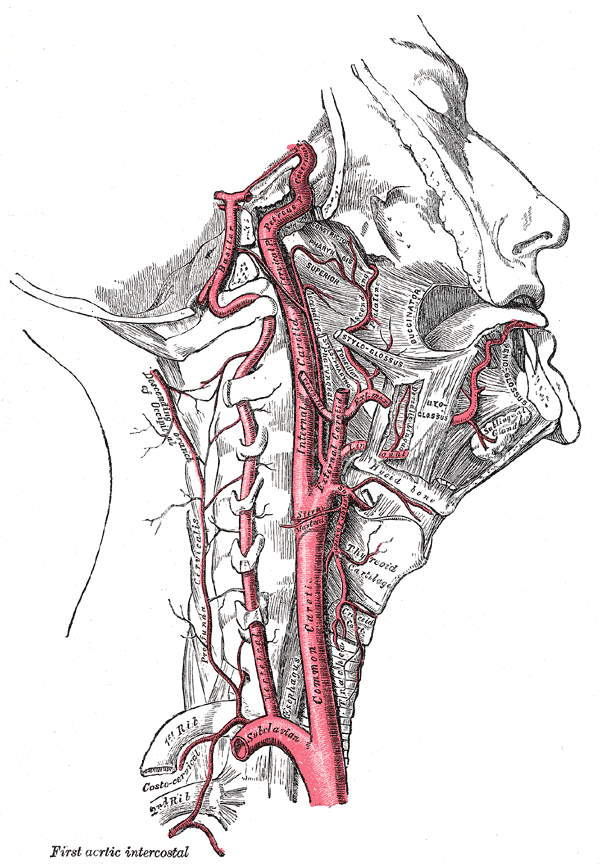
A nyak artériái, Gray Anatómiája

A közös fejverőér vagy fő nyaki ütőér, más néven smingapulzus (arteria carotis communis) a fejet és a nyakat oxigéndús vérrel ellátó artéria, mely a nyakon fut felfele a fej irányába és még a nyakon kettéoszlik arteria carotis internára és arteria carotis externára. Az utóbbi elsősorban a koponyán kívüli képleteket látja el, míg az előbbi az agy vérellátásáért felelős.
Az érnek nagy orvosgyakorlati jelentősége van, nyaki pulzálása könnyen kitapintható, valamint a kettéoszlásánál, az arteria carotis interna eredésének kiöblösödésében található a sinus caroticus, mely fontos szerepet játszik a vérnyomás szabályozásában.

## Eredése
A jobb oldali a truncus brachiocephalicusból ered, a bal közvetlenül az aortából a truncus brachiocephalicus és a bal arteria subclavia között. Eredésük az aortaívről magyarázza az agyi embóliák gyakoriságát, hiszen a bal kamrából kilökődő vér útjának egyenes folytatásába esnek (még mielőtt elkanyarodna az aorta).

## Lefutása
A két oldal kezdeti lefutása eltér egymástól és mivel a bal mélyebbről, közvetlenül az aortából ered, ezért néhány cm-rel hosszabb is. A nyaki szakaszon az ér egy kötőszövetes tokban (vagina carotica) fut a fő nyaki gyűjtőérrel (vena jugularis interna) és a bolygóideggel (nervus vagus) együtt. A felszín felől több réteg is eltakarja: legkívül a nyaki bőr, alatta a felületes nyaki fascia, utána a nyakbőrizom és a mély nyaki fascia, majd a nyak különböző izmai, úgymint a fejbiccentő izom, a szegy-nyelvcsonti izom, a szegycsont-pajzsizom vagy az áll-nyelvcsonti izom. A felsőbb szakaszon kevesebb izom fedi, majd az áll-nyelvcsonti izom előrehúzódásával az ún. trigonum caroticumban felületessé válik, csupán a saját tokja, a nyaki fasciák, a nyakbőrizom valamint a bőr fedi. Itt lüktetése jól tapintható.

## Fejlődéstana

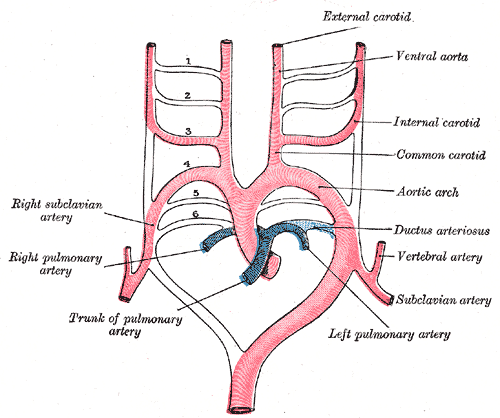
A garatívartériák és a belőlük kifejlődő erek, Gray's Anatomy

A fejlődés negyedik és ötödik hetében kialakulnak a garatívek kétoldalt az embrió nyaki részén. A szívből kilépő truncus arteriosus hamarosan kettéágazik majd az így keletkező felszálló aorták a nyak kétoldalán a fejhez futnak. Itt visszahajlanak és az embrió háti oldalán, mint leszálló aorták (aorta dorsalis) haladnak vissza a mellkasba, ahol a két oldali aorta dorsalis egy közös érré egyesül és fut az embrió farki végéhez. Az elülső felszálló ereket a nekik megfelelő leszállókkal az ún. garatívartériák kötik össze. Ezek nem egy időben alakulnak ki, a fejhez közeliek előbb, a lentebb lévők később. A felszálló aorta harmadik és negyedik garatívartéria közé eső szakaszából fejlődik a közös fejverőér. Eleinte meglehetősen rövid, ám a magzat további fejlődése során jelentősen megnyúlik.